# 프랑수아노엘 바뵈프

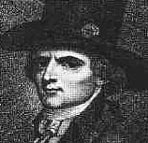
프랑수아노엘 바브프

프랑수아노엘 바뵈프(François-Noël Babeuf, 1760년 11월 23일 ~ 1797년 5월 27일)는 그라쿠스 바뵈프(Gracchus Babeuf)라고도 알려졌으며 프랑스의 혁명 시대의 혁명가이자, 프랑스 사회에서 경제, 문화, 사회 등을 포함한 전방위적이고 근본적인 대변혁의 필요성을 주장한 필진이었다. 그는 민중의 사회 사건(Societé des égaux)에 참여하였다. 1796년 5월 10일, 테르미도르의 반동을 주도했던 수구주의자들이 이끄는 정부에 의해 체포되었으며 1797년 2월 20일과 5월 26일에 재판을 받았고 단두대에서 처형되었다.
당대 "사회주의자"나 "공산주의자"라는 표현이 존재하지는 않았지만, 그의 토지 개혁 이론, 사회 변혁에 관한 주장은 공산주의적 사고의 맹아를 보여주고 있으며, 후대의 역사가들 또한 그를 초기 공산주의자라고 파악한다.